# Cartel des quatre
Pour les articles homonymes, voir Cartel.
Le Cartel des quatre ou simplement le cartel est une association créée en 1927 par quatre metteurs en scène et directeurs de théâtres parisiens, Louis Jouvet, Charles Dullin, Gaston Baty et Georges Pitoëff.

## Histoire
Un an après la rupture du Cartel des gauches, Jouvet rassemble Baty, Dullin et Pitoëff le 6 juillet 1927, au sein de cette association d'entraide, « basée sur l'estime professionnelle et le respect réciproque qu'ils ont les uns pour les autres ». Son but, à la fois artistique et commercial, est de donner une visibilité au théâtre d'avant-garde, contre le monopole du théâtre de boulevard, et de s'élever contre la critique dramatique. 
En effet, ces quatre metteurs en scène aspirent au même renouveau du théâtre, inspiré par l'Appel du Vieux Colombier, le théâtre populaire de Firmin Gémier, la mise en scène moderne d'André Antoine et Constantin Stanislavski. Ils se retrouvent dans leur volonté d'une rupture avec le mercantilisme du boulevard, l'adoption d'un jeu plus naturel, la mise en scène d'auteurs contemporains et la prééminence du texte.
Ils organisent une programmation concertée, une politique tarifaire commune. Mais, artistiquement, leurs caractères et idées sont trop différents pour une réelle collaboration. Cependant, la critique identifie ce nouveau courant, et appuie le souffle qu'apporte ce groupe qui symbolisera un nouveau théâtre.
Cette expérience prend fin avec la Seconde Guerre mondiale, en 1939, après que Copeau et trois membres du Cartel (Baty, Dullin et Jouvet) ont été appelés par Édouard Bourdet, en 1936, pour la modernisation de la Comédie-Française.

## Sources
- Comédie des Champs-Elysées sur theatreonline.com